# Hemiempusa capensis
Hemiempusa capensis (лат.) — вид богомолов из семейства эмпузовых (Empusidae), единственный в роде Hemiempusa Saussure & Zehntner, 1895. 

## Описание
Шпоры бёдер средних и задних ног длинные (у близкого рода Empusa они короткие), превосходят длину апикальных лопастей. Проторакс продольный (в несколько раз длиннее своей ширины). Усики самцов гребенчатые. Вершина головы имеет выступ.

## Ареал
Встречается в Афротропической зоогеографической области: Ангола, Гана, Зимбабве, Кения, Кот-д’Ивуар, Республика Конго, Руанда, Танзания, Уганда, Эфиопия, ЮАР.

## Синонимы
В синонимику вида включают следующие биномены:
- Empusa capensis Burmeister, 1838
- Hemiempusa phantasma Rehn, 1949
- Empusa purpunpennis Serville, 1839
- Vates wahlbergi Stel, 1856

Раньше в род Hemiempusa включали второй вид из ЮАР — Hemiempusa fronticornis (Stoll, 1813).